# Cenicero
Cenicero ist eine Stadt und eine Gemeinde (municipio) mit 2.091 Einwohnern (Stand: 2024) im Nordosten der spanischen Autonomen Region La Rioja. Sie gehört zum Weinbaugebiet der Rioja Baja.

## Toponym
Cenicero ist die spanische Bezeichnung des Aschenbechers. Ein unmittelbarer Zusammenhang besteht aber nicht. 746 wird die Gemeinde als Cinissariam erwähnt.

## Lage und Klima
Cenicero liegt am Ebro, der die nördliche Gemeindegrenze bildet, ca. 17 km (Fahrtstrecke) westnordwestlich der Provinzhauptstadt Logroño in einer Höhe von ca. 435 m. Durch die Gemeinde führt die Autopista AP-68. Das Klima ist gemäßigt bis warm; Regen (ca. 733 mm/Jahr) fällt überwiegend im Winterhalbjahr.

## Geschichte
Da die Gemeinde Cenicero beim Eisenbahnunfall von Torremontalbo von 1903 besonders aufopferungsvoll Hilfe leistete, verlieh Alfons XIII. die Stadtrechte. 

## Bevölkerungsentwicklung
| Jahr      | 1970 | 1981 | 1991 | 2001 | 2011 | 2021 |
| Einwohner | 2314 | 2078 | 2200 | 2054 | 2081 | 2106 |

Der Ort konnte sich gegen den Bevölkerungsrückgang stemmen.

## Wirtschaft
In früheren Jahrhunderten lebten viele Einwohner des Ortes weitgehend als Selbstversorger direkt oder indirekt (als Handwerker und Gewerbetreibende) von der in der Umgebung betriebenen Landwirtschaft. 

## Sehenswürdigkeiten

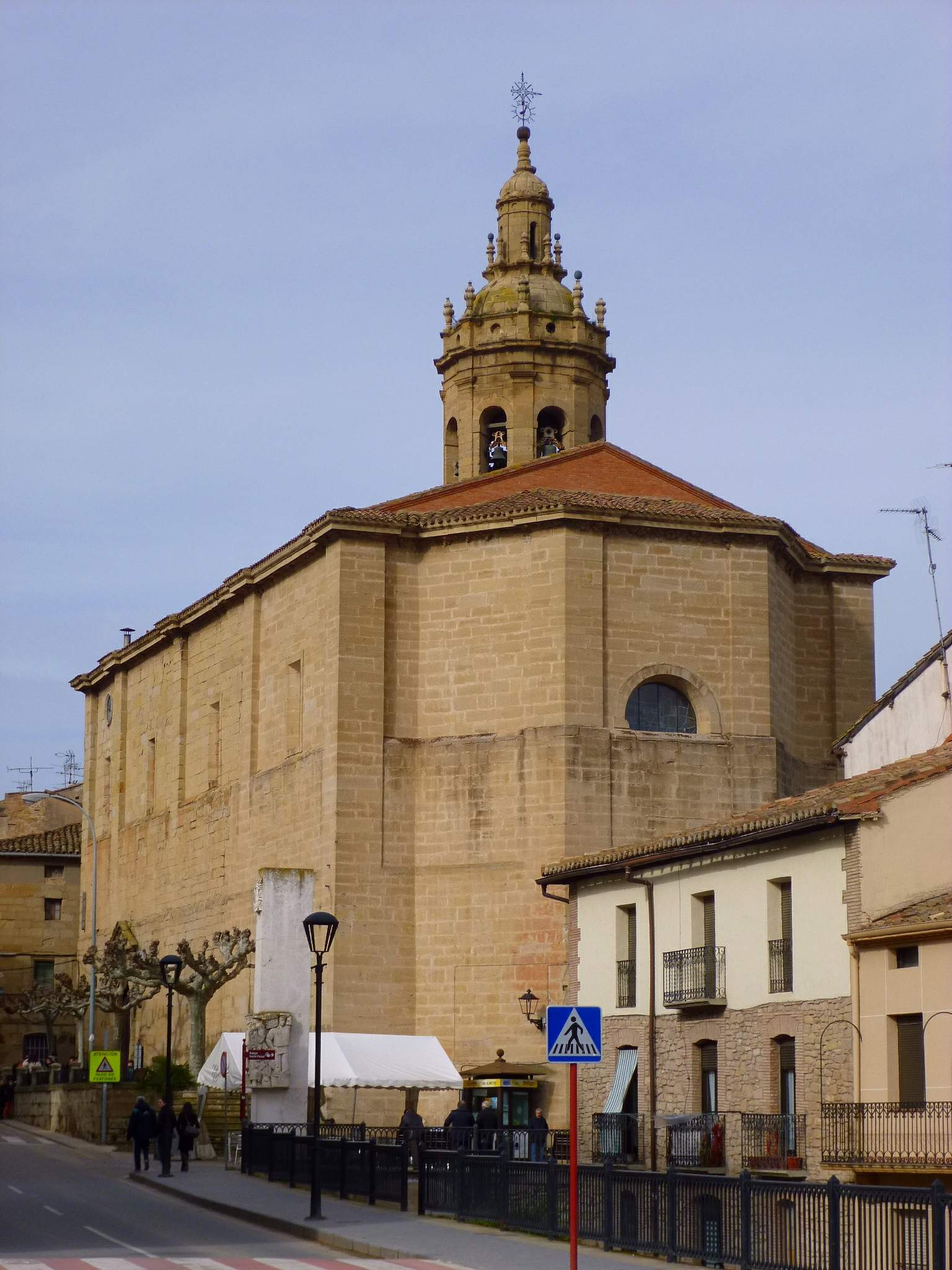
Martinskirche
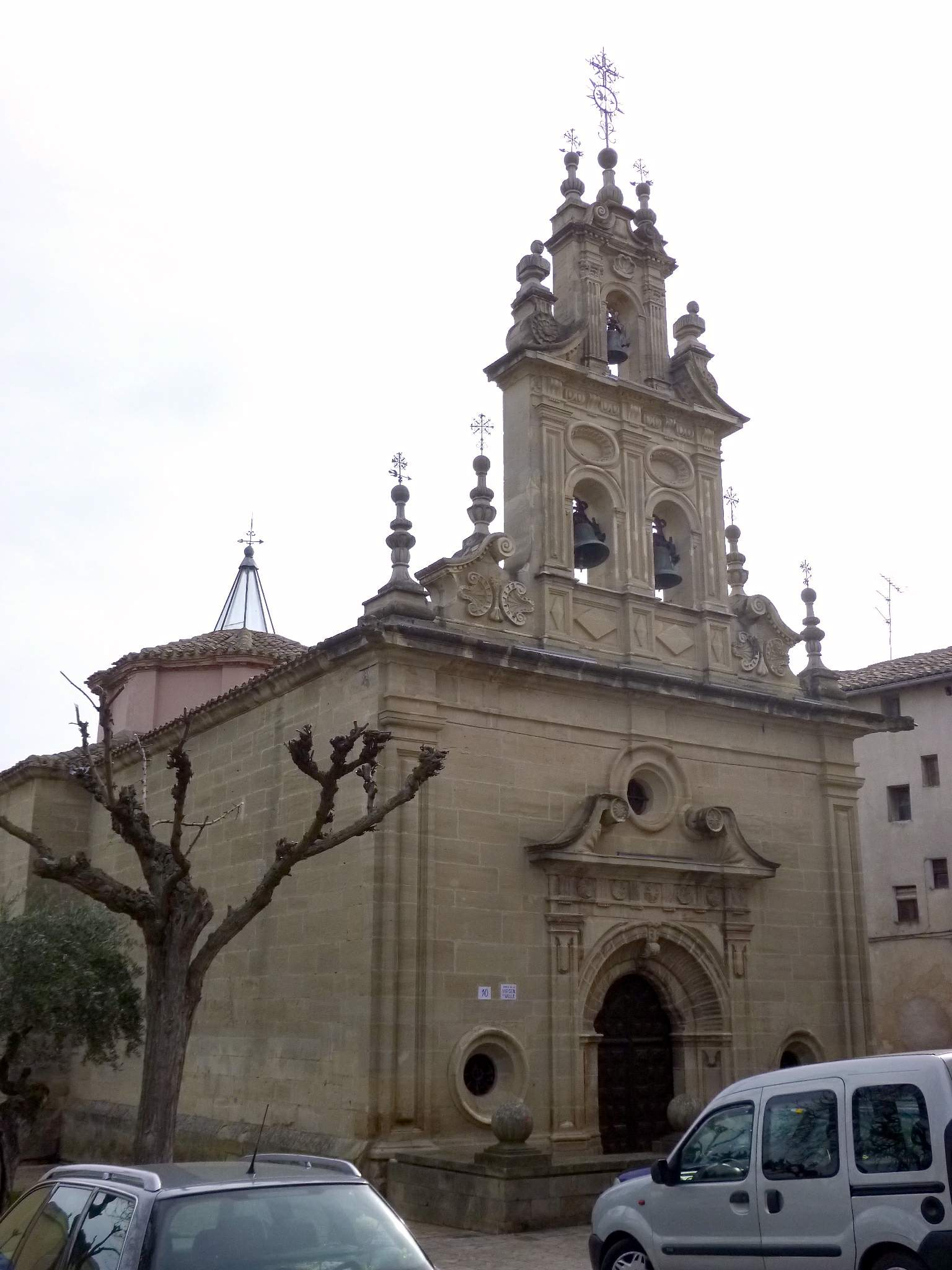
Marienkapelle
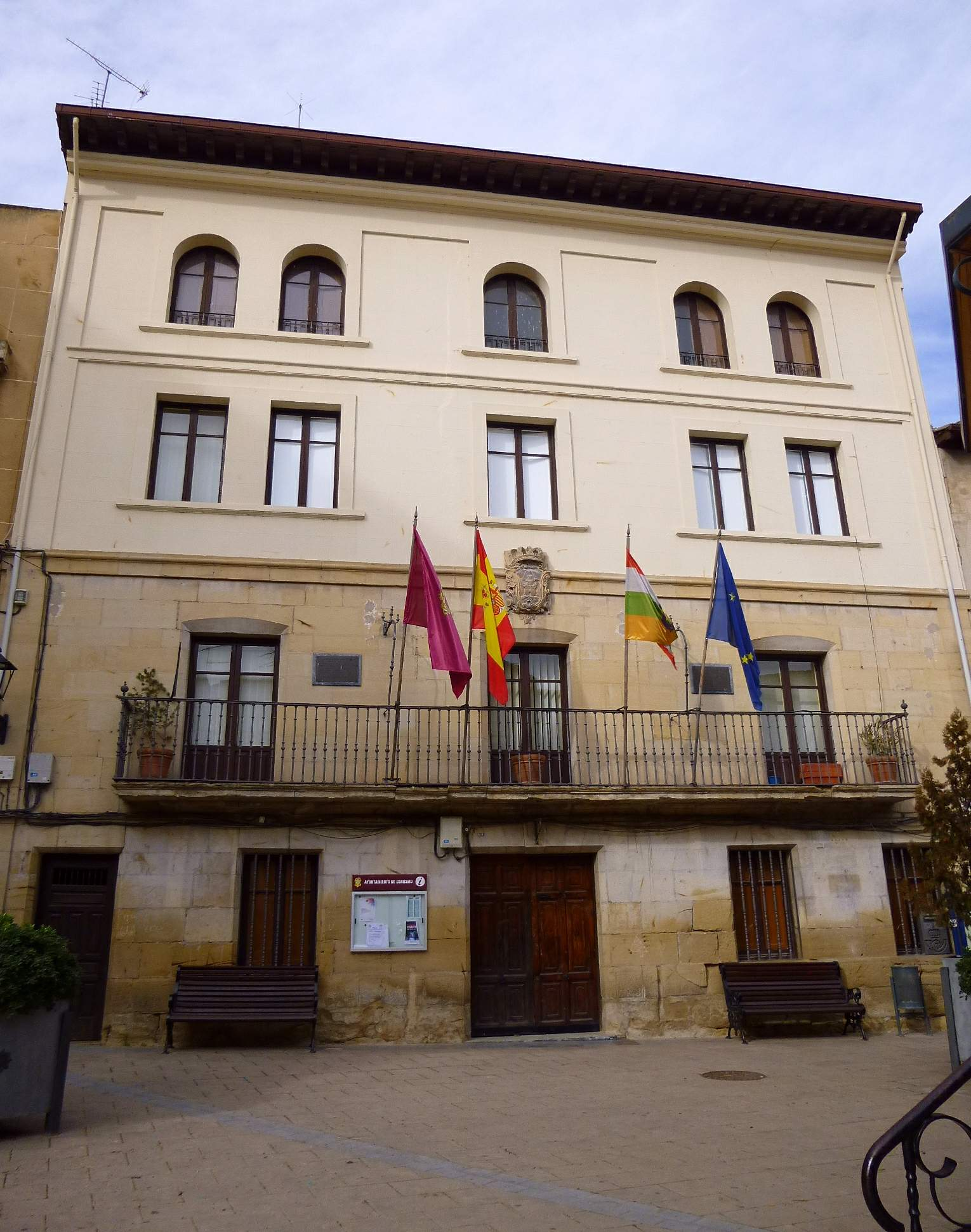
Rathaus

- Martinskirche
- Marienkapelle
- Rathaus